# 100%ちゅ〜学生
「100%ちゅ〜学生」（ひゃくパーセントちゅーがくせい）は、七森中☆ごらく部の楽曲。同グループの4枚目のシングルとして2012年7月4日にポニーキャニオンから発売された。楽曲はイイジマケンとsaeが作詞、イイジマケンが作曲を手掛けた。サウンドプロデュースはイイジマケンが手掛けている。

## 概要
七森中☆ごらく部のシングルとしては、前作「いぇす!ゆゆゆ☆ゆるゆり♪♪」と同時発売された。
本曲は、テレビアニメ『ゆるゆり♪♪』のエンディングテーマに起用された「ハイテンションなナンバー」。津田美波曰く「すごくノリがいい曲」で、大坪由佳も「合いの手が入れやすい曲」であると述べている。
シングルの初回特典として、歳納京子・船見結衣のキャラカードどちらか1枚が同梱される。キャラカードのうち8000枚は直筆サイン入りカード（大坪・津田が2000枚ずつ、原作者のなもりが4000枚）となる。

## 収録曲
| #         | タイトル                                                         | 作詞               | 作曲               | 編曲               | 時間  |
| --------- | ---------------------------------------------------------------- | ------------------ | ------------------ | ------------------ | ----- |
| 1.        | 「100%ちゅ〜学生」(テレビアニメ『ゆるゆり♪♪』エンディングテーマ) | イイジマケン、sae  | イイジマケン       | イイジマケン       | 4:03  |
| 2.        | 「MY SWEET MEMORY」                                              | 村山シベリウス達彦 | 村山シベリウス達彦 | 村山シベリウス達彦 | 5:12  |
| 3.        | 「100%ちゅ〜学生［からおけ］」                                   |                    |                    |                    |       |
| 4.        | 「MY SWEET MEMORY［からおけ］」                                  |                    |                    |                    |       |
| 合計時間: | 合計時間:                                                        | 合計時間:          | 合計時間:          | 合計時間:          | 18:29 |